# 维斯洛
维斯洛，是匈牙利包尔绍德-奥包乌伊-曾普伦州所辖的一个村。总面积11.10平方公里，总人口70，人口密度6.3人/平方公里（2011年1月1日）。